# Kwas kakodylowy
Kwas kakodylowy (kwas dimetyloarsynowy) – metaloorganiczny związek chemiczny, organiczna pochodna kwasu arsynowego. Jest fitotoksycznym bojowym środkiem trującym. Był stosowany w postaci soli sodowej w Wietnamie (Agent Blue).
Kwas kakodylowy niszczy rośliny trawiaste i szerokolistne.
Jest ciałem stałym o temperaturze topnienia 473 K (200 °C). Zarówno kwas kakodylowy, jak i jego sole są rozpuszczalne w wodzie. Jest stosowany w medycynie do leczenia niedokrwistości i chorób skóry.